# Campeonato Paulista Série A2 1999
In 1999 werd het 53ste editie van het Campeonato Paulista Série A2 gespeeld voor voetbalclubs uit de Braziliaanse staat São Paulo. De competitie werd georganiseerd door de FPF en werd gespeeld van 31 januari tot 22 juli. América werd kampioen. 
De clubs werden in twee groepen verdeeld. De clubs uit dezelfde groep speelden twee keer tegen elkaar en één keer tegen de clubs uit de andere groep. Paulista FC wijzigde de naam in Etti Jundiaí. 

## Eerste fase

### Groep 1
| Plaats | Clu          | Wed. | W  | G  | V  | Saldo | Ptn. |
| ------ | ------------ | ---- | -- | -- | -- | ----- | ---- |
| 1.     | Ponte Preta  | 22   | 11 | 9  | 2  | 31:19 | 42   |
| 2.     | São Caetano  | 22   | 10 | 11 | 1  | 36:23 | 41   |
| 3.     | Santo André  | 22   | 12 | 4  | 6  | 44:27 | 40   |
| 4.     | Etti Jundiaí | 22   | 9  | 8  | 5  | 37:26 | 35   |
| 5.     | Bragantino   | 22   | 6  | 10 | 6  | 31:33 | 28   |
| 6.     | Sãocarlense  | 22   | 6  | 7  | 9  | 41:46 | 25   |
| 7.     | Juventus     | 22   | 7  | 3  | 12 | 30:32 | 24   |
| 8.     | Noroeste     | 22   | 3  | 7  | 12 | 24:42 | 16   |

|  | Geplaatst voor tweede fase promotiegroep   |
|  | Geplaatst voor tweede fase degradatiegroep |

### Groep 2
| Plaats | Clu              | Wed. | W  | G | V  | Saldo | Ptn. |
| ------ | ---------------- | ---- | -- | - | -- | ----- | ---- |
| 1.     | América          | 22   | 13 | 9 | 0  | 48:19 | 48   |
| 2.     | Francana         | 22   | 10 | 3 | 9  | 26:22 | 33   |
| 3.     | Mirassol         | 22   | 8  | 8 | 6  | 32:35 | 32   |
| 4.     | Botafogo         | 22   | 8  | 7 | 7  | 37:32 | 31   |
| 5.     | Comercial        | 22   | 6  | 6 | 10 | 31:44 | 24   |
| 6.     | XV de Piracicaba | 22   | 5  | 8 | 9  | 33:36 | 23   |
| 7.     | Paraguaçense     | 22   | 4  | 7 | 11 | 30:43 | 19   |
| 8.     | Corinthians      | 22   | 3  | 3 | 16 | 19:51 | 12   |

|  | Geplaatst voor tweede fase promotiegroep   |
|  | Geplaatst voor tweede fase degradatiegroep |

## Tweede fase

### Promotiegroep

#### Groep 1
| Plaats | Clu          | Wed. | W | G | V | Saldo | Ptn. |
| ------ | ------------ | ---- | - | - | - | ----- | ---- |
| 1.     | Ponte Preta  | 6    | 4 | 1 | 1 | 10:2  | 13   |
| 2.     | Etti Jundiaí | 6    | 4 | 1 | 1 | 7:3   | 13   |
| 3.     | Mirassol     | 6    | 1 | 2 | 3 | 3:10  | 5    |
| 4.     | Francana     | 6    | 0 | 2 | 4 | 3:8   | 2    |

|  | Finale |

#### Groep 2
| Plaats | Clu         | Wed. | W | G | V | Saldo | Ptn. |
| ------ | ----------- | ---- | - | - | - | ----- | ---- |
| 1.     | América     | 6    | 3 | 2 | 1 | 15:10 | 11   |
| 2.     | Santo André | 6    | 3 | 2 | 1 | 10:6  | 11   |
| 3.     | São Caetano | 6    | 3 | 1 | 2 | 8:9   | 10   |
| 4.     | Botafogo    | 6    | 0 | 1 | 5 | 5:13  | 1    |

|  | Finale |

### Degradatiegroep
| Plaats | Clu          | Wed. | W | G | V | Saldo | Ptn. |
| ------ | ------------ | ---- | - | - | - | ----- | ---- |
| 1.     | Juventus     | 6    | 3 | 2 | 1 | 12:6  | 11   |
| 2.     | Paraguaçense | 6    | 3 | 1 | 2 | 10:8  | 10   |
| 3.     | Noroeste     | 6    | 2 | 2 | 2 | 9:11  | 8    |
| 4.     | Corinthians  | 6    | 1 | 1 | 4 | 6:14  | 4    |

|  | Degradatie naar Série A3 |

## Finale
In geval van gelijkspel won América omdat het beter presteerde in de competitie.
|              |             |       |         |  |
| 20 juni Heen | Ponte Preta | 0 – 0 | América |  |
| 20 juni Heen |             |       |         |  |

|               |         |       |             |  |
| 22 juni Terug | América | 1 – 1 | Ponte Preta |  |
| 22 juni Terug |         |       |             |  |

## Kampioen
| Campeonato Paulista de 1999 - Série A2 |
| São Paulo                              |
| -------------------------------------- |
| AMÉRICA Kampioen (3° titel)            |